# Binnenmüritz (Schwarzenhof)
Die Binnenmüritz ist ein See südlich von Schwarzenhof, einem Ortsteil der Gemeinde Kargow, allerdings noch auf dem Gebiet der Stadt Waren (Müritz) im Landkreis Mecklenburgische Seenplatte in Mecklenburg-Vorpommern. Das Gewässer liegt innerhalb der Schutzzone I (Kernzone) des Müritz-Nationalparks, nur 350 Meter östlich der Müritz, deren Nordende ebenfalls Binnenmüritz heißt.
Der See befindet sich etwa 3,5 Kilometer südwestlich von Schwarzenhof und 4,5 Kilometer nördlich von Boek, einem Ortsteil der Gemeinde Rechlin. Mit einer maximalen Länge von 790 Metern und einer maximalen Breite von 450 Metern besitzt er eine Oberfläche von 18,4 Hektar. Sein Wasserspiegel beträgt 62,4 m ü. NHN. Der stark verschilfte See liegt inmitten des Sumpflandes am Ostufer der Müritz, eingebettet zwischen Röbelscher Wold und Specker Wold, leicht erhöhten Gebieten. Über den im Jahr 1866 gebauten Flötergraben und den 1932–1934 als Verbindungskanal und zur Entwässerung geschaffenen „Stichkanal Nord“ zum Specker See entwässert der See zur Müritz. Das rund um die Binnenmüritz befindliche Moor verfügt über eine der größten Schilfrohrflächen Europas.
Durch Wasserstandschwankungen, unter anderem durch Veränderung der Höhe des Mühlenstaus und der Regulierung der Elde, war die Binnenmüritz zeitweise Teil der Müritz.